# 蒂莎·佩尼谢罗
帕特里夏·努内斯·“蒂莎”·佩尼谢罗 OIH（葡萄牙語：Patrícia Nunes "Ticha" Penicheiro，1974年9月18日—），葡萄牙前职业篮球运动员。 曾效力于WNBA的萨克拉门托君主队。她曾4次入选WNBA全明星阵容，3次入选WNBA年度最佳阵容。她为萨克拉门托君主队赢得了2005年WNBA总冠军。